# Gaster
Het district Gaster was tot eind 2002 een bestuurlijke eenheid binnen het kanton Sankt Gallen. De naam is afkomstig van het Latijnse Castrum. Het maakt nu deel uit van het kiesdistrict See-Gaster.
Het district bevat de volgende gemeenten:
- Amden
- Weesen
- Schänis
- Benken
- Kaltbrunn
- Rieden